# Festivulve

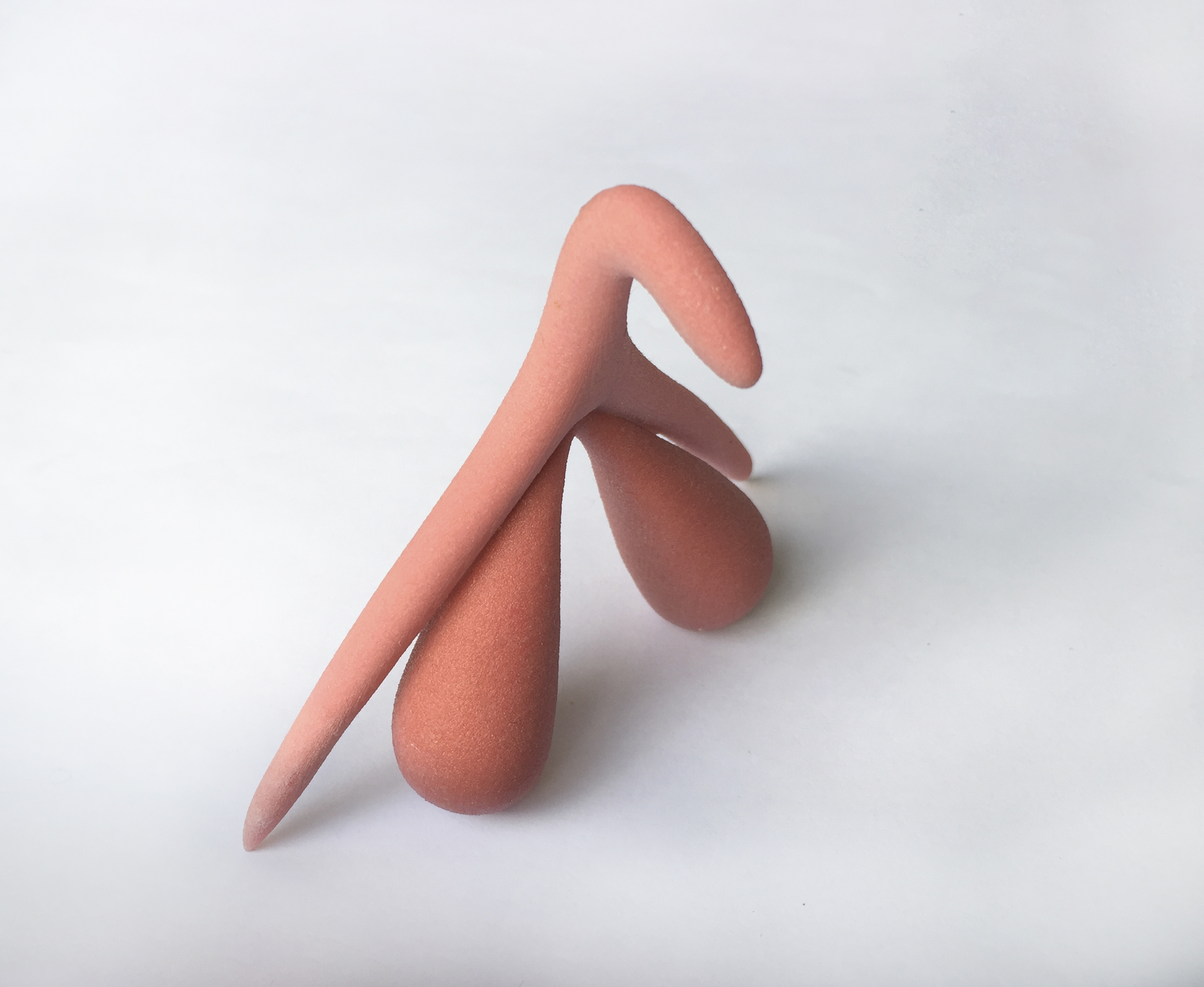
Un modèle de clitoris.

Le Festivulve est un festival en hommage à la vulve, qui a lieu à Montréal, au Québec.

## Origines
Le premier festivulve a eu lieu en 2018,,.
L'objectif visé par ce festival est de mettre en valeur la beauté et la diversité naturelle des vulves,. Le site web du festival mentionne : « la révolution vulvienne est arrivée et elle est clitoridienne ! ».

## Thématiques
La fondatrice de ce festival, Mel Goyer, affirme que sa démarche vise à briser les tabous et les méconnaissances entourant la vulve.